# ハファエル・コルデイロ
ハファエル・コルデイロ（Rafael Cordeiro、1973年6月1日 - ）は、ブラジルの男性総合格闘技トレーナー、元総合格闘家。パラナ州クリチバ出身。アメリカ合衆国カリフォルニア州在住。キングスMMA主宰。元IVCライト級王者。
シュートボクセ・アカデミーの総合コーチとして、ヴァンダレイ・シウバ、アンデウソン・シウバ、マウリシオ・ショーグンらを育てた。

## 来歴
13歳から格闘技を始め、シュートボクセ・アカデミーに入門。ムエタイとブラジリアン柔術を学び、ムエタイのブラジル王者になると、1993年に総合格闘技デビュー。
1999年1月20日、IVCライト級（76kg）王座決定戦でヘンリー・マタモロスと対戦し、3-0の判定勝ちを収め王座獲得に成功した。
1999年12月11日、VALE TUDO JAPAN '99で佐藤ルミナと対戦し、膝十字固めで一本負け。この試合を最後に26歳で現役を引退し、シュートボクセ・アカデミーのトレーナーに転身した。
2008年、シュートボクセ・アカデミーを離れ、アメリカ合衆国に移住。2010年にカリフォルニア州ハンティントンビーチにキングスMMAを設立した。
World MMA Awardsのコーチ・オブ・ザ・イヤーを2012年と2015年に受賞した。
2020年、エキシビジョンボクシングで復帰したマイク・タイソンのトレーナーとセコンドを務めた。

## 戦績
| 総合格闘技 戦績 | 総合格闘技 戦績 | 総合格闘技 戦績 | 総合格闘技 戦績 | 総合格闘技 戦績 | 総合格闘技 戦績 | 総合格闘技 戦績 |
| --------------- | --------------- | --------------- | --------------- | --------------- | --------------- | --------------- |
| 6 試合          | (T)KO           | 一本            | 判定            | その他          | 引き分け        | 無効試合        |
| 4 勝            | 1               | 2               | 1               | 0               | 0               | 0               |
| 2 敗            | 0               | 1               | 0               | 1               | 0               | 0               |

| 勝敗 | 対戦相手             | 試合結果                    | 大会名                                       | 開催年月日     |
| ×    | 佐藤ルミナ           | 1R 1:01 膝十字固め          | VALE TUDO JAPAN '99                          | 1999年12月11日 |
| ○    | ヘンリー・マタモロス | 30分1R終了 判定3-0          | IVC 9: The Revenge 【IVCライト級王座決定戦】 | 1999年1月20日  |
| ×    | セルジオ・メロ       | 1R 11:32 反則（ロープ掴み） | IVC 7: The New Champions 【1回戦】           | 1998年8月23日  |

## 獲得タイトル
- 初代IVCライト級王座（1999年）

## 表彰
- World MMA Awards コーチ・オブ・ザ・イヤー（2012年、2015年）